# Billy Baron
William James Baron, detto Billy (Altoona, 11 dicembre 1990), è un ex cestista statunitense, professionista in Europa.

## Biografia
È figlio di Jim Baron, allenatore professionista di college e fratello minore di Jimmy Baron, anch'egli cestista.

## Carriera

### High school e college
Baron ha frequentato e giocato a basket alla Bishop Hendricken High School a Warwick (Rhode Island) e in seguito alla Worcester Academy a Worcester (Massachusetts).
La sua carriera al college comincia nella Atlantic Coast Conference alla University of Virginia con i Virginia Cavaliers di Tony Bennett (2010–2011), dopo un buon esordio il suo utilizzo si riduce anche a causa della concorrenza interna molto forte, tra i suoi compagni di squadra c'è Joe Harris che diventerà poi uno dei migliori realizzatori da tre dell'NBA.
La stagione successiva (2011-2012) si trasferisce ai Rams della University of Rhode Island allenati dal padre. Al termine di una stagione dei Rams piuttosto negativa con sette vittorie e 24 sconfitte Jim Baron viene esonerato. Il padre viene ingaggiato dai Canisius Golden Griffins, la squadra del Canisius College a Buffalo e Billy decide di seguire il padre per concludere la sua carriera universitaria nel 2014 nello stato di New York. Nella stagione 2013-2014 è giocatore dell'anno della Metro Atlantic Athletic Conference , sia nel 2013 sia nel 2014 fa parte del quintetto migliore della Metro Atlantic Athletic Conference.

### Club
Baron ha preso parte alla 2014 NBA Summer League con i Chicago Bulls. Inizia la sua carriera da professionista in Lituania con la B.C. Rytas di Vilnius giocando nella massima serie lituana e in EuroCup. Nel 2015 prende di nuovo parte alla Summer League con i Detroit Pistons.
Nel 2015 è in Belgio con la Spirou Charleroi nel campionato belga e in EuroCup dove gioca insieme al fratello. Nel 2016 si sposta in Spagna con la società UCAM Murcia nel campionato spagnolo e in EuroCup. Nel 2017 è in Turchia con l'Eskişehir Basket S.K..
Nel luglio 2018 si trasferisce in Serbia alla Crvena zvezda Con questa squadra vince la Supercoppa ABA Liga 2018 e la Lega Adriatica 2018-19, viene nominato ABA Liga Finals MVP. Nel giugno 2019 il suo contratto viene prolungato per un anno.
Nel luglio del 2020 firma un contratto biennale con la squadra russa Zenit San Pietroburgo. Nel luglio 2021 il contratto viene prolungato di un anno, nella stagione 2021-22 lo Zenit vince la VTB United League. 
Il 28 giugno 2022 firma un contratto biennale con l'Olimpia Milano.
Nel settembre 2024 firma con i cinesi del Shanghai Sharks.
Con un post su Instagram, il 9 ottobre 2024, annuncia il ritiro dal basket professionistico.

## Statistiche

### College
| Anno      | Squadra              | PG  | PT | MP   | TC%  | 3P%  | TL%  | RP  | AP  | PRP | SP  | PP   |
| --------- | -------------------- | --- | -- | ---- | ---- | ---- | ---- | --- | --- | --- | --- | ---- |
| 2010-2011 | Virginia Cavaliers   | 17  | 0  | 11,1 | 31,3 | 31,6 | 69,2 | 0,7 | 0,8 | 0,4 | 0,0 | 3,0  |
| 2011-2012 | R. Island Rams       | 20  | 14 | 32,3 | 40,4 | 31,2 | 82,7 | 4,5 | 2,6 | 1,2 | 0,0 | 13,0 |
| 2012-2013 | Canisius G. Griffins | 34  | 33 | 34,8 | 43,9 | 38,2 | 82,4 | 4,1 | 5,0 | 1,0 | 0,0 | 17,2 |
| 2013-2014 | Canisius G. Griffins | 34  | 34 | 39,0 | 46,4 | 42,1 | 88,4 | 4,9 | 5,3 | 1,6 | 0,0 | 24,1 |
| Carriera  | Carriera             | 105 | 81 | 31,8 | 43,9 | 38,4 | 85,0 | 3,9 | 4,0 | 1,1 | 0,0 | 16,3 |

### Eurolega
| Anno      | Squadra              | PG  | PT | MP   | TC%  | 3P%  | TL%  | RP  | AP  | PRP | SP  | PP   |
| --------- | -------------------- | --- | -- | ---- | ---- | ---- | ---- | --- | --- | --- | --- | ---- |
| 2019-2020 | Stella Rossa         | 26  | 25 | 24,6 | 42,0 | 40,3 | 85,5 | 2,7 | 2,2 | 0,8 | 0,0 | 11,6 |
| 2020-2021 | Zenit S. Pietroburgo | 39  | 1  | 18,7 | 44,9 | 44,8 | 86,5 | 1,4 | 1,7 | 0,4 | 0,0 | 9,6  |
| 2021-2022 | Zenit S. Pietroburgo | 23  | 1  | 20,4 | 40,4 | 35,7 | 83,6 | 1,7 | 2,2 | 0,2 | 0,0 | 11,2 |
| 2022-2023 | Olimpia Milano       | 30  | 16 | 25,1 | 46,0 | 40,3 | 87,5 | 2,4 | 2,1 | 0,6 | 0,0 | 11,0 |
| 2023-2024 | Olimpia Milano       | 3   | 0  | 15,7 | 27,3 | 0,0  | 100  | 2,3 | 3,0 | 1,3 | 0,0 | 2,3  |
| Carriera  | Carriera             | 121 | 43 | 21,8 | 43,3 | 40,2 | 85,9 | 2,0 | 2,0 | 0,5 | 0,0 | 10,5 |

## Palmarès
- Campionato italiano: 2

Olimpia Milano: 2022-2023, 2023-2024
- Campionato serbo: 1

Stella Rossa: 2018-2019
- Lega Adriatica: 1

Stella Rossa Belgrado: 2018-2019
- VTB United League: 1

Zenit San Pietroburgo: 2021-2022
- Supercoppa di Lega Adriatica: 1

Stella Rossa Belgrado: 2018

### Individuale
- MVP finals Lega Adriatica: 1

Stella Rossa Belgrado: 2018-2019
- KLS MVP finali: 1

Stella Rossa Belgrado: 2018-2019
- VTB United League Sixth Man of the Year: 1

Zenit San Pietroburgo: 2021-2022